# Aberforth Dumbledore
Aberforth Dumbledore imaginaran je lik iz serije romana o Harryju Potteru spisateljica J. K. Rowling, brat je Albusa Dumbledorea. Bio je član originalnog Reda feniksa i još bi uvijek mogao biti član.
Kratko je spomenut u Harryju Potteru i Plamenom peharu: Dumbledore je rekao Harryju i Hagridu da Aberforthu nisu smetala pisma koje je primao dok je bio tužen zbog bacanja neprimjerenih čarolija na kozu. O njemu nije poznato mnogo više od toga, osim da je čudan i da bi mogao biti nepismen.
Jim McManus glumi Aberfortha u filmu Harry Potter i Red feniksa.
Aberforth je pipničar u gostionici Veprova glava u Hogsmeadeu, što je potvrdila J. K. Rowling (  Arhivirana inačica izvorne stranice od 23. kolovoza 2008. (Wayback Machine)). Prvo je to samo kratko spomenula u Harryju Potteru i Redu feniksa kad je Harry u gostionici osjetio jak miris koza i učinilo mu se da gostioničar izgleda poznato. U Harryju Potteru i Princu miješane krvi Harry je vidio Aberfortha u društvu Mundungusa Fletchera koji tada prodavao ukradene predmete iz kuće na Grimmauldovu trgu i to unatoč doživotnoj zabrani ulaska u Veprovu glavu zato što je uvrijedio Aberfortha, što je Harryju rekao Sirius. Aberforth je u šestoj knjizi posljednji put spomenut na pogrebu svog brata na kraju školske godine.
Iako ga ne spominje kao Aberfortha, Dumbledore ponekad govorio o gostioničaru u Veprovoj glavi kao izvoru informacija. kad se Voldemort vratio u Hogwarts kako bi od Dumbledorea zatražio posao učitelja deset godina nakon odlaska iz škole, Dumbledore pokazuje da zna za Voldemortovu pratnju koja se nalazila u Veprovoj glavi. To je objasnio govoreći da je "prijatelj mjesnog gostioničara". Sybill Trelawney rekla je Harryju da je nju i Dumbledorea tijekom razgovora za posao u Veprovoj glavi prekinuo "veoma nepristojni pipničar" koji je uletio u sobu sa Severusom Snapeom. Severus je tvrdio da se izgubio na stubištu, ali zapravo je prisluškivao razgovor Albusa Dumbledorea i profesorice Trelawney.
U Harry Potteru i Darovima smrti pomaže pri evakuaciji Hogwartsa prije dolaska Voldemorta.
Saznajemo da mu je patronus u obliku jarca.